# Filmfare Award/Beste Stuntregie
Der Filmfare Best Action Award wird vom Filmfare-Magazin verliehen und ist eine Preiskategorie der jährlichen Filmfare Awards für Hindi-Filme. Der Preis für den Regisseur der besten Actionszenen wird seit 1997 vergeben.
Liste der Preisträger und der Filme, für die sie gewonnen haben:
| Jahr | Gewinner                              | Film                                        |
| ---- | ------------------------------------- | ------------------------------------------- |
| 1997 | Akbar Bakshi                          | Khiladiyon Ka Khiladi                       |
| 1998 | Bhiku Verma und Tinnu Verma           | Border                                      |
| 1999 | Akbar Bakshi und Tinnu Verma          | Soldier                                     |
| 2000 | Tinnu Verma                           | Arjun Pandit                                |
| 2001 | Allan Amin                            | Mission Kashmir                             |
| 2002 | Tinnu Verma                           | Gadar: Ek Prem Katha                        |
| 2003 | Philip Ko und Abbas Ali Moghal        | Awara Paagal Deewana                        |
| 2004 | Allan Amin                            | Qayamat: A City Under Threat                |
| 2005 | Vikram Dharma                         | Yuva                                        |
| 2006 | Allan Amin                            | Dus                                         |
| 2007 | Tony Ching Siu-tung und Shyam Kaushal | Krrish                                      |
| 2008 | Rob Miller                            | Chak De! India                              |
| 2009 | Peter Hein                            | Ghajini                                     |
| 2010 | Vijayan Master                        | Wanted                                      |
| 2011 | Vijayan Master                        | Dabangg                                     |
| 2012 |                                       |                                             |
| 2013 |                                       |                                             |
| 2014 |                                       |                                             |
| 2015 |                                       |                                             |
| 2016 | Sham Kaushal                          | Bajirao & Mastani – Eine unsterbliche Liebe |